# Leon Štukelj
Leon Štukelj (Novo Mesto, 12 de novembro de 1898 - Maribor, 8 de novembro de 1999) foi um ex-ginasta que competiu em provas de ginástica artística pela extinta Iugoslávia.
Durante suas três participações em Olimpíadas, Leon somou seis medalhas, três delas de ouro. Em 1997, o ginasta fora inserido no International Gymnastics Hall of Fame, aos 98 anos de idade.

## Carreira
Iniciando sua carreira competitiva em 1922, após abandonar a de advogado, Leon participou do Campeonato Mundial de Liubliana. No evento, conquistou cinco medalhas: três de ouro e duas de prata. Nas provas das barras paralelas, barra fixa e argolas, saiu-se vitorioso. Por equipes e no cavalo com alças, foi o medalhista de prata. Dois anos mais tarde, ao 26 de idade, em sua primeira aparição olímpica, nos Jogos de Paris, conquistou seus primeiros pódios de nível olímpico. Nos exercícios individuais, conquistou a medalha de ouro, superando os tchecos Robert Pražák e Bedřich Šupčík, prata e bronze, respectivamente. Classificado para a final da barra fixa, foi novamente o medalhista de ouro.
Em 1926, no Campeonato Mundial de Lyon, Leon manteve a regularidade em suas conquistas, tornando-se bicampeão na barra fixa e campeão mundial nas argolas, além de conquistar a medalha de bronze nas barras paralelas. Em 1928, em sua segunda aparição olímpica, desta vez realizada em Amsterdã, o ginasta conquistou seu terceiro título, dessa vez nas argolas. Nos exercícios coletivos e individuais foi o medalhista de bronze. Dois anos mais tarde, em sua última aparição em mundiais, que ocorreu na cidade de Luxemburgo, o atleta somou apenas uma medalha de bronze, na barra fixa. Em 1932, ao desistir de competir as Olimpíadas de Los Angeles, Leon só retornou ao cenário olímpico aos 37 anos idade, na capital alemã, em 1936. No evento, o ginasta subiu ao pódio na segunda colocação, após encerradas as rotações das argolas. Findo o evento, Štukelj anunciou oficialmente sua aponsetadoria do desporto.
Durante os Jogos de Barcelona, em 1992, o ex-ginasta assistiu o desfile de seu país, a Eslovênia. Quatro anos depois, fora homenageado na cerimônia de abertura, desta vez nos Jogos Olímpicos de Atlanta. Em novembro de 1999, quatro dias antes de completar 101 anos, o ex-atleta faleceu, em Maribor, devido a uma parada cardíaca.

## Principais resultados
| Ano  | Evento                                    | AA                | Equipe            | Solo. | Cavalo com alças. | Argolas.          | Salto sobre o cavalo. | Barras paralelas. | Barra fixa.       |
| ---- | ----------------------------------------- | ----------------- | ----------------- | ----- | ----------------- | ----------------- | --------------------- | ----------------- | ----------------- |
| 1922 | Campeonato Mundial de Ginástica Artística |                   | Medalha de prata  |       | Medalha de prata  | Medalha de ouro   |                       | Medalha de ouro   | Medalha de ouro   |
| 1924 | Jogos Olímpicos                           | Medalha de ouro   |                   |       |                   |                   |                       |                   | Medalha de ouro   |
| 1926 | Campeonato Mundial de Ginástica Artística |                   |                   |       |                   | Medalha de ouro   |                       | Medalha de bronze | Medalha de ouro   |
| 1928 | Jogos Olímpicos                           | Medalha de bronze | Medalha de bronze |       |                   | Medalha de ouro   |                       |                   |                   |
| 1930 | Campeonato Mundial de Ginástica Artística |                   |                   |       |                   |                   |                       |                   | Medalha de bronze |
| 1936 | Jogos Olímpicos                           |                   |                   |       |                   | Medalha de bronze |                       |                   |                   |